# Fiedar Anisimavič Surhanaŭ
Fiedar Anisimavič Surhanaŭ (tiếng Belarus: Фёдар Анісімавіч Сурганаў; tiếng Nga: Фёдор Анисимович Сурганов, 7 tháng 6 năm 1911 tại làng Sudniki, tỉnh Vitebsk - 26 tháng 12 năm 1976, tỉnh Brest) là chính khách Liên Xô và Belarus, nguyên Chủ tịch Đoàn chủ tịch Xô viết tối cao Cộng hòa Xã hội chủ nghĩa Xô viết Byelorussia (1971–1976).

## Tiểu sử
Năm 1931, Surhanaŭ là nhà nông học tại Trung tâm Kolkhoz của Hội đồng Nhân dân Cộng hòa Xã hội chủ nghĩa Xô viết Byelorussia. Năm 1937, bị tố cáo nên bị bắt giam, nhưng nhờ can thiệp nên Surhanaŭ được thả mà không bị trấn áp. Năm 1939, ông tốt nghiệp Học viện Nông nghiệp Nhà nước Belarus và bắt đầu công tác đoàn Komsomol. Năm 1942-1945, ông giữ chức Bí thư Ban Chấp hành Trung ương Komsomol Byelorussia. Trong Chiến tranh thế giới thứ hai, ông tổ chức quân du kích cộng sản và các tổ chức Komsomol hoạt động ngầm ở Byelorussia. Tháng 11 năm 1943, đại diện cho Chỉ huy Trung ương Phong trào kháng chiến, ông đến sở chỉ huy nhóm du kích Baranowicki, tiến hành giải giáp tiểu đoàn Stołpecki của Armia Krajowa. Một số binh lính bị thanh trừng xử bắn, một số buộc phải gia nhập hàng ngũ Xô viết. Quyền chỉ huy giao lại cho hạ trung úy Adolf Pilch bí danh Góra/Dolina, người sau đó theo lệnh cấp trên ký hiệp định đình chiến tạm thời với quân Đức.
Năm 1945–1947, ông nằm trong Ban Chấp hành Trung ương Đảng Cộng sản Belorussia (KPB). Năm 1947–1956, ông là Bí thư thứ hai kiêm Chủ tịch Ủy ban điều hành khu vực Minsk, rồi lên Bí thư thứ nhất Ủy ban khu vực Minsk của KPB. Từ năm 1956,  ông là ủy viên dự khuyết, đến năm 1961 thì là Ủy viên chính thức Ban Chấp hành Trung ương KPB. Năm 1956–1959 và 1962–1965, ông giữ chứ Bí thư Ban chấp hành Trung ương. Năm 1959–1962 và 1965–1971, ông là Bí thư thứ hai Ban Chấp hành Trung ương KPB. Năm 1965-1971, ông là phó chủ tịch. Từ ngày 16 tháng 7 năm 1971 cho đến khi qua đời, Surhanaŭ là Chủ tịch Đoàn chủ tịch Xô viết tối cao Cộng hòa Xã hội chủ nghĩa Xô viết Byelorussia và Phó chủ tịch Đoàn chủ tịch Xô viết Tối cao Liên Xô. Ông được tặng 5 Huân chương Lenin (15 tháng 8 năm 1944, 1958, 1966, 1971 và 1973) và 2 Huân chương Cờ đỏ Lao động (1948 và 1961).
Ông tử nạn xe hơi tại khu vực Rừng Białowieża cùng tướng Leonid Ignatyevich Beda. Thi hài được an táng tại Minsk.